# Ehemalige Oberförsterei (Feudingen)
Die Ehemalige Oberförsterei ist das älteste noch existierende Haus in Feudingen. Das Bauwerk ist Teil des denkmalgeschützten Ensembles Im Großen Hof 11–13.

## Geschichte
Das genaue Alter ist aus den übermittelten Schriften nicht mehr zu bestimmen. Erst mit den Salbucheinträgen aus der Zeit von 1570/80 können Angaben zur Entwicklung der Gemeinde und der Besitzverhältnisse der Häuser und Grundstücke abgeleitet werden. Überlieferte Schriften vor 1600 liegen nur sporadisch vor und lassen keine verlässlichen Rückschlüsse zu.
Die Oberförsterei war bis 1868 zweigeteilt, d. h., es existierte ein Wohnbereich mit Stallungen und die eigentliche Oberförsterei.
Bis 1899 wurde die Oberförsterei zur Aufbewahrung des Jagdzeugs benutzt. Dieser Aufgabe musste nach der Forst-, Jagd- und Fischereiordnung größte Sorgfalt gewidmet werden.
Das Wohnhaus mit seinen Stallungen diente durchgängig von 1570/80 bis in die 1990er Jahre der landwirtschaftlichen Nutzung. In dem Zeitraum von 1584 bis 1644 befand sich zusätzlich noch ein Ausschank in dem Gebäude. In den folgenden Jahren von 1644 bis 1711 lag das Haus mit seinen Grundstücken verödet.
Am 15. August 1741 ereignete sich in Feudingen eine Brandkatastrophe. Ein Tornado richtete erhebliche Schäden im Dorf an. Dabei entstand ein Feuer, das sich über das ganze Dorf verbreitete. Nur fünf Häuser und eine Scheune entkamen der Katastrophe, dazu zählte die alte Oberförsterei. Durch die Nähe zur Lahn konnte das Abbrennen verhindert werden.
Um 1908 erwarb Heinrich Schmidt das Anwesen. Er richtete eine Stellmacherei in der Oberförsterei ein und betrieb diese bis zum Beginn des Zweiten Weltkrieges. Sein Sohn Willi (Wähner Willi) führte nach seiner Rückkehr aus der Kriegsgefangenschaft die Geschäfte der Stellmacherei im Nebenerwerb bis zur endgültigen Schließung (1989) weiter.
Um 1988 war die Bausubstanz so marode, dass es schließlich zum Teileinsturz des Gebäudes kam. Der linke, noch stehende Anbau ist der älteste, noch heute existierende Teilbereich der Oberförsterei.
1990 wurde mit dem Wiederaufbau der Scheune begonnen. Noch heute dient sie einmal im Jahr zum Weihnachtsmarkt als   Treffpunkt der Dorfgemeinschaft.

## Belege
- Werner Wied: Feudingen 1218–1968. Ein Wittgensteiner Dorfbuch. Selbstverlag der Gemeinde Feudingen, 1968.
- Erhard Ueckermann: Kulturgut Jagd Ein Führer durch die Jagdgeschichte Nordrhein-Westfalens und zu jagdhistorischen Stätten. Landwirtschaftsvlg Münster, 1994, ISBN 3784326404.

Koordinaten: 50° 56′ 25,4″ N, 8° 19′ 34,1″ O